# Ministère A.M.E.R.
Pour les articles homonymes, voir Amer.
Le Ministère A.M.E.R. est un groupe de hip-hop français originaire de Garges-lès-Gonesse et Sarcelles, dans le Val-d'Oise. Le groupe est notamment connu pour ses paroles radicales dans ses chansons, telles que Brigitte femme de flic, Sacrifice de poulets ou Traîtres.
Le Ministère publie son premier album studio, Pourquoi tant de haine ?, en 1992. En 1994, le second album studio, 95200, est publié sur le label Musidisc, dont le titre est inspiré par le code postal de Sarcelles. En 1995, le groupe participe à l'album-compilation La Haine, musiques inspirées du film ; la chanson Sacrifice de poulets, interprétée par Stomy Bugsy, le fait ainsi connaître du grand public. En 2014, Ministère A.M.E.R. se reforme lors d'un concert événementiel pour célébrer les vingt ans de 95200. En 2024, ils célèbrent les trente ans et annoncent une tournée spéciale pour l'occasion.

## Biographie

### Formation et débuts (1988–1992)
En 1988, les futurs membres du Ministère A.M.E.R. forment l'association AMER (rétroacronyme de « Action, musique et rap » ou aussi « Agent du Ministère Éloquent et Radical » ou encore « Association des Malfaiteurs Enfants du Rap »). Les membres fondateurs sont Stomy Bugsy, Passi, Hamed Daye, Kenzy, Moda, DJ Desh et par la suite l'homme de main DJ Ghetch. L'idée de créer un groupe vient de Stomy Bugsy et Passi, à l'époque amis au lycée afin de protester contre la sphère politique.
Questionné sur l'histoire du groupe, Passi définit la naissance du Ministère comme « un cri de jeunes qui se demandent où est leur place dans le monde ». Stomy Bugsy rejoint Passi après avoir entendu son ami sur Radio Nova et veut se centrer sur l'écriture des textes et la partie vocale.
En 1991, le Ministère A.M.E.R. se forme officiellement à Garges-Sarcelles. Hamed Daye, membre fondateur, ayant décidé de prendre du recul, le groupe se recentre sur Stomy Bugsy, Passi et Moda. À cette époque, le Ministère passe pour la première fois sur Radio Nova, accueilli par Dee Nasty et Lionel D, qui leur lance ces rimes improvisées prémonitoires : « Je vous reçois très cool, ne me mettez pas les boules. Un jour vous rapperez devant de grandes foules. »
Toujours en 1991, le groupe signe avec le label indépendant Musidisc et publie le maxi trois titres Traîtres, passé inaperçu. Porté par le slogan « Le savoir est une arme, maintenant je sais », A.M.E.R. se construit une image hardcore et revendicatrice. Traîtres, leur premier single est clippé par M6 pour l'émission RapLine (avec Doc Gyneco), présentée par Olivier Cachin.
Le Ministère A.M.E.R. s'impose alors comme un groupe de franc-tireurs gangsta rap par rapport aux leaders de l'époque comme NTM, IAM, et Assassin. Sur la pochette du maxi, Moda est aux côtés de Stomy Bugsy et Passi. En 1992, Moda quitte le groupe, souhaitant faire du rap moins hardcore. Il donne alors naissance, avec Dan (du fameux magasin Ticaret, importateur de Streetwear des US), au titre Moda et Dan s'ennuient sur la compilation Cool Session de Jimmy Jay.

### Pourquoi tant de haine?et95200(1992–1995)
Le premier album studio du groupe, Pourquoi tant de haine ?, est publié en 1992. Il est réalisé par Stomy Bugsy et Passi avec des participations des Novices du vice, du rappeur Cream ou encore de Kenzy sur quelques interludes. Quelques mois après sa sortie, le titre Brigitte, femme de flic fait scandale auprès du Ministère de l'Intérieur et le ministre responsable à l'époque, Charles Pasqua, demande l'interdiction de vente de leurs disques, en vain. Passi définit cette chanson comme « une ironie [et] une histoire de tromperie » bien qu'il avoue que cette chanson était également une provocation de la part du groupe.
Le second album studio du groupe, 95200, titre inspiré du code postal de Sarcelles, est publié en 1994 sur le label Musidisc. Il compte trois participations du membre fondateur Hamed Daye, ainsi que deux apparitions d'un nouveau venu : Doc Gyneco. Proche de Stomy Bugsy, ce rappeur pose même sur la photo du livret aux côtés des autres membres du groupe. Salué par la critique,, l'album compte de nombreux classiques tels que Cours plus vite que les balles (samplé par Sniper), Un été à la cité ou encore Les Rates aiment les lascars qui comporte la première apparition de la chanteuse Assia. 30 000 exemplaires de 95200 sont vendus sans aucune publicité ni promotion.
Néanmoins, le succès du groupe reste confidentiel ; ce n'est qu'en 1995 que le Ministère A.M.E.R. sera reconnu par le grand public. Cette année-là, leur morceau Sacrifice de poulets, extrait de la bande originale du film La Haine, suscite de vives réactions. À la suite de propos tenus en interviews (dans le magazine Entrevue mais aussi dans l'émission Ça se discute), le Ministère de l'Intérieur porte plainte contre le Ministère A.M.E.R. qui est condamné à une amende de 250 000 francs. C'est néanmoins grâce à la chanson Sacrifice de poulets que le groupe se fait connaître du public.

### Carrières parallèles (1996–2003)
À partir de 1996, le Ministère A.M.E.R. cède la place aux activités solos de ses membres et affiliés : Stomy Bugsy, Passi mais aussi Doc Gyneco. Ce dernier, qui dédicace régulièrement le groupe, est également l'artiste qui aura le plus de succès : 800 000 exemplaires de son premier album solo, Première consultation, sont vendus. De là naîtra la confusion faisant de Doc Gyneco un membre du Ministère A.M.E.R. alors que ses apparitions ont toujours été limitées et ponctuelles.
Les deux leaders du groupe connaissent eux aussi un vrai succès public. Stomy Bugsy réalise deux albums solos (Le Calibre qu'il te faut et Quelques balles de plus) qui se vendent à plus de 300 000 exemplaires. Quant à l'album solo de Passi, Les Tentations, il se vend à plus de 400 000 exemplaires. À cette époque, les membres du Ministère A.M.E.R. connaissent en solo un énorme succès populaire, qui plus est avec des chansons fédératrices contrastant beaucoup avec les provocations de Sacrifice de poulets ou Brigitte femme de flic.
Les carrières solos de Passi, Stomy Bugsy, Hamed Daye et Doc Gyneco ne les empêchent pas de faire de la musique ensemble. De 1996 à 2003, chacun de leur album comportera de nombreuses collaborations avec les autres rappeurs du groupe. On compte ainsi quatre apparitions de Passi sur l'album de Stomy Bugsy Quelques Balles de Plus. Passi pour sa part collabore à deux titres de Première consultation de Doc Gyneco. DJ Ghetch participe quant à lui à la réalisation de plusieurs titres du deuxième album de Doc Gyneco, Liaisons Dangereuses. Enfin Hamed Daye invite en 2001 Passi et Stomy Bugsy sur son album L'Or noir.
En parallèle à ces succès, ils créent le collectif Secteur Ä avec leur porte-parole Kenzy et leur manager Frédéric Bride. L'album Rue Case Nègres des Neg'Marrons est publié en 1997, ou encore l'album Quelques gouttes suffisent... d'Ärsenik en 1998. En 2000, Hamed Daye sort également son premier album solo, L'Or noir, mais avec moins de succès.

### Annonces de retour et collaborations (1998-2006)
En 1998, les membres du Ministère A.M.E.R. annoncent régulièrement un retour imminent du groupe. Pourtant, cet album ne se concrétisera pas. En 2000, Passi, Stomy Bugsy et Hamed Daye lancent un nouveau groupe, le Plan B. En tout, quatre titres de cette formation seront inclus sur différents albums et compilations, mais l'album annoncé ne verra jamais le jour.
En 2002, Stomy Bugsy et Passi évoquent à nouveau ce serpent de mer. Un titre (On devrait) est même diffusé en radio mais cette annonce n'est pas suivie par un retour du Ministère A.M.E.R. En 2004, les quatre membres illustres (Hamed Daye, Passi, Stomy et Gyneco) font la couverture du mensuel Radikal et confirment travailler  sur un nouvel album. Mais de ces sessions, seul le titre Le Colis sera diffusé sur Internet. Depuis 2005, le nom Ministère A.M.E.R. est utilisé pour plusieurs morceaux réunissant les rappeurs du groupe sur des compilations hip-hop (Illicite Projet, l'album des Sales gosses, une suite de Sacrifice de Poulet avec le groupe K.ommando Toxic). Leur dernier morceau en date est le titre Bienvenue au Far West sur l'album Choc thermique de Papillon Bandana.
En 2006, Doc Gyneco, Stomy et Passi collaborent avec Johnny Hallyday sur un morceau intitulé Le Temps passe. Ce single est une collaboration unique en marge du Ministère A.M.E.R. Le clip montre Johnny Hallyday (dit Le Parrain) et le Ministère A.M.E.R. emprisonnés pour braquage de banque. Le Temps passe fait référence au temps que passent les compères en prison. Doc Gyneco sort le premier, Passi et Stomy Bugsy sortent peu après tandis que Johnny sort en dernier et retrouve ses amis sur un port et les invite dans son avion. Stomy Bugsy et Passi racontent lors d'une interview une altercation entre Doc Gyneco et Johnny Hallyday, ce dernier, vexé que le premier ne soit pas venu dîner avec lui, l'accuse d'être « trop mou » et de ne pas rapper comme ses deux acolytes. Sur leurs albums, plusieurs clin d'œil parodique à la chanson française de Richard Anthony, Claude François, Jacques Dutronc ou encore Christophe.

### Retours événements (depuis 2014)
En 2014, Stomy Bugsy annonce sur son compte Twitter le retour sur scène du Ministère A.M.E.R.. L'information est rapidement confirmée par Passi. « Après discussion avec mon frère d'armes, Passi, nous sommes fiers de vous annoncer un concert événement de Ministère A.M.E.R cette année pour les 20 ans de l'album de 95200. #Événement #MinistèreAmer #StomyBugsy #Passi. » Pour célébrer 95200, le groupe reprend donc du service pour une date unique à l'Olympia, le 22 septembre 2014,,.
En 2017, le Ministère participe à la tournée L'Âge d'or du Rap français. L'année suivante, Ministère A.M.E.R. participe au retour événement du Secteur Ä pour une tournée se déroulant dans toute la France, et passant notamment à l'Accor Hotel Arena.
En 2024, après « quelques demandes », Ministère A.M.E.R. annonce une tournée spéciale à l’occasion des 30 ans de leur deuxième opus baptisé 95200. Grenoble, Marseille et Clermont-Ferrand sont notamment au programme de cette tournée passant également par Bruxelles en Belgique, Bordeaux et Toulouse,. Le groupe de rap français investi également la salle de la Cigale à Paris, le 11 octobre 2024 et se produit en tournée avec Passi, Stomy Bugsy et DJ Ghetsch,

## Image publique et influence
Le Ministère A.M.E.R. est considéré comme une « figure marquante du paysage musical français dans les années 90 » et « un des pionniers du rap conscient en France » par la salle de spectacle réputée La Cigale. La journaliste Amandine Vachez, pour Actu Lille, parle d'un « trio incontournable sur scène ».
En 2024, dans un article sur la tournée évènement, la journaliste de France Info Élodie Suigo affirme que le groupe « a toujours été un témoin de ce qui se passait dans les cités, et surtout une voix pour les autres ».

## Discographie

### Albums studio
- 1992 : Pourquoi tant de haine
- 1994 : 95200

### Singles
- 1991 : Traitres
- 1992 : SOS
- 1997 : Les Rates aiment les lascars
- 2006 : Le temps passe (Ministère AMER/Johnny Hallyday)

### Maxi
- 1991 : Traitres (titres : Traitres, Au-Dessus Des Lois, Le Droit Chemin)

### Compilations
- 1997 : L'Intégrale
- 2014 : Les Meilleurs Dossiers

### Apparitions
- 1995 : Ministère A.M.E.R. - Sacrifices de poulets (sur la B.O. du film La Haine)
- 1995 : Le undaground s'exprime 1 (sur le maxi L'Odyssée suit son cours d'Assassin)
- 1997 : Cercle Rouge feat. Assassin, IAM, Fabe, Mystik, Arco, Ménélik, Soldafada, Yazid, Azé, Radikakicker, Djoloff, Kabal, Rootsnèg, Sléo et Ministère AMER - 11'30 contre les lois racistes (sur le maxi 11'30 Contre Les Lois Racistes de Cercle Rouge.)
- 1997 : Nèg' Marrons feat. Ministère AMER, Ärsenik, Hamed Daye & Doc Gynéco - Tel une bombe (sur l'album Rue Case Nègres de Nèg' Marrons)
- 1997 : Tout Simplement Noir feat. Doudou Masta, EJM, Lamifa, Sages Poètes de la Rue, Nemesis et Ministère AMER - La Solidarité noire (sur l'album Le Mal de la nuit de Tout simplement noir)
- 1997 : Nèg' Marrons, Ministère AMER, Ärsenik & Kéry James (Idéal J) - Tel une bombe (Remix) (sur la dubplate Rue Case Nègres Tour de Nèg' Marrons)
- 2002 : Ministère AMER - On devrait (l'avenir est dans nos voix) (titre promo après le second tour des élections présidentielles de 2002)
- 2002 : Ministère AMER feat. Les Sales Gosses - À chacun son Français
- 2004 : Ministère AMER feat. Hamed Daye & Doc Gynéco - Le colis (titre promo sur le site d'Hamed Daye)
- 2004 : Ministère AMER feat. Hamed Daye & Doc Gynéco - Plan B (sur la compilation West Coast Most Wanted de DJ Noise)
- 2005 : .Ommando Toxik feat. Ministère AMER - Sacrifice 2 poulets (sur le street album Retour vers le futur de K.Ommando Toxik, Retour vers le futur)
- 2005 : Ministère AMER feat. G-Kill (2 Bal) - J'aime le rap (sur la compilation Illicite Projet)
- 2006 : Johnny Hallyday feat. Stomy Bugsy, Passi et Doc Gynéco - Le temps passe (sur l'album Ma vérité de Johnny Hallyday)
- 2007 : Ministère AMER - Mélange Explosif (sur l'album Rimes passionnelles de Stomy Bugsy)
- 2010 : Scalo feat. Ministère AMER - Le Baptême (sur l'album Dieu bénisse les voyous de Scalo)
- 2011 : Papillon Bandana feat. Ministère AMER - Bienvenue au Far West (sur l'album Choc thermique de Papillon Bandana)